# AAA protokol
V oblasti počítačové bezpečnosti AAA znamená authentication, authorization and accounting protocol, tj. česky autentizační, autorizační a účtovací protokol.

## Autentizace
Autentizace znamená potvrzení, že uživatel požadující služby je platným uživatelem poskytovaných síťových služeb. Autentizace je dosažena pomocí představení identity a jistého pověření nebo tajemství. Mezi různé typy tajemství patří například hesla, pověření na jedno použití, digitální certifikáty nebo telefonní čísla (ať už volající nebo volaná).

## Autorizace
Autorizace znamená udělení specifického typu služby (včetně „žádné služby“) uživateli, na základě jeho autentizace, služeb, které požaduje a aktuálního stavu systému. Autorizace může být založena na omezeních, například omezení na určité hodiny v rámci dne, nebo omezení na fyzickou polohu, nebo omezení vícenásobného přihlášení jednoho uživatele. Autorizace určuje povahu služby, která je poskytnuta uživateli. Typy služeb jsou například: filtrování IP adres, přidělení adresy, přidělení cesty, QoS, řízení šířky pásma/řízení toku, tunelování do konkrétního koncového bodu, nebo šifrování.

## Účtování
Účtování znamená sledování využívání síťových služeb uživateli. Tyto informace mohou být použity pro správu, plánování, účtování, nebo další účely. Účtování v reálném čase je doručeno současně s využíváním zdrojů. Dávkové účtování ukládá informace o účtech dokud není později doručena. Běžně se sbírají informace o identitě uživatele, povaze dodaných služeb a časy počátků a konců dodaných služeb.

## Požadavky
- RFC 2194 Review of Roaming Implementations
- RFC 2477 Criteria for Evaluating Roaming Protocols
- RFC 2881 Network Access Server Requirements Next Generation (NASREQNG) NAS Model
- RFC 2903 Generic AAA Architecture
- RFC 2904 AAA Authorization Framework
- RFC 2905 AAA Authorization Application Examples
- RFC 2906 AAA Authorization Requirements
- RFC 3169 Criteria for Evaluating Network Access Server Protocols
- RFC 3539 AAA Transport Profile
- RFC 1234 AAA Transport Profile

## Seznam AAA protokolů
- RADIUS
- DIAMETER
- TACACS
- TACACS+

Ostatní protokoly používané v kombinaci s předchozími:
- PPP
- EAP
- LDAP